# Дени, Эрнест
Эрнест Дени (фр. Ernest Denis), также известный как Арношт Дени (3 января 1849[…], Ним — 4 января 1921[…], Париж) — французский историк, политик, славянист, прежде всего, богемист, профессор в университетах Бордо и Парижа — Сорбонне.
Является автором многих работ по политической и культурной истории чехов, а также других славянских народов. Считал чехов политически и культурно продвинутыми, приписывая им ведущую роль в борьбе славянских народов Центральной и Южной Южной Европы за независимость. Был убежден в необходимости обретения чешским народом независимости. Основал и отредактировал журнал «Чешская нация» (фр. La Nation Tchèque). Благодаря своей деятельности, политическому и социальному влиянию, внёс значительный вклад в науку и культуру Чехословакии. Невзирая на национальные корни, признаётся фигурой, входящей в число наиболее выдающихся личностей современной чешской истории.
Несмотря на глубокую привязанность к чешскому народу, Эрнест Дени в душе всегда оставался французом, глубоко переживающим поражение своей родины во франко-прусской войне 1870—1871 годов. На его мировоззрение повлияли взгляды, господствовавшие во французском обществе на рубеже XIX и XX веков.

## Биография
Родился в Ниме, в протестантской семье. В 1870 году, изучая историю в Париже, активно участвовал в обороне осажденного города во время франко-прусской войны, которая завершилась сокрушительным поражением Франции. Тогда во Франции стал очень знаменитым манифест чешских депутатов имперского совета от 8 декабря того же года: «во имя гуманности против насилия, состоявшегося во Франции, геройскому народу, который имеет право на свою гордость». Этот манифест призвал императора Франца-Иосифа I, вмешаться, чтобы положить конец террору на оккупированной территории Пруссии. Дени был впечатлён этим жестом и возможно, это послужило первым толчком для его дальнейшей деятельности.
В 1872 году Дени, как новый профессор истории, совершил свой первый визит в Чехию, где провёл два года. Он получил степень доктора наук за свою работу о Яне Гусе, написанную в Чехии. Во время своего пребывания в этой стране он интенсивно изучает чешский язык, который становится для него ключом к другим славянским языкам. По возвращении во Францию, он посвящает себя преподаванию истории и в ноябре 1878 года назначается академическим преподавателем университета Бордо, где постепенно специализируется на славянской истории и набирает большое количество учеников. В конце 1881 года он покидает Бордо и перебирается в Гренобль. Становится представителем интересов местной славянской общины и пытается оказывать влияние на французских политиков, подчёркивая важность внешнеполитической ориентации своей страны на поддержку интересов славянских народов, в первую очередь тех, которые не имели тогда национальной независимости. В 1885—1898 годах совершает многочисленные поездки в Чехию, Моравию, Польшу, Россию и Германию.
В 1896 году он занял пост главы департамента современной истории в Сорбонне (Париж). Он становится важной фигурой, стоящей в центре литературной и научной среды Франции с заметным политическим влиянием. В своей работе основное внимание уделяется чешской истории и национальным и политическим проблемам нации. Он основал и отредактировал в то время знаменитый журнал «La nation tchèque».
Перевёл на французский язык «Историю славянских литератур» Пыпина и Спасовича.
Был непоколебимым республиканцем, предвидел неизбежность национального пробуждения в Центральной Европе и неутомимый пропагандистом всего славянского сопротивления.
В 1920 году он посетил Чехословакию, где по праву получил триумфальный прием. Он планировал еще один визит, но его остановила болезнь, от которой он скончался 4 января 1921 года.

## Память
Эрнест Денис является основателем Французского института в Праге, который по сей день связан с его именем.
В 1919 году брненский Франтишков парк был переименован в Денисовы сады в его честь. 
27 октября 1928 года на Малостранской площади в Праге в его честь был установлен памятник, работы скульптора Карела Дворжака, который в ночь с 20 на 21 апреля 1940 года уничтожен был немецкими оккупантами.
В Пльзни у реки Радбуза в честь него названа набережная.

## Цитата
«Чешская история учит нас, что не обязательно убивать друг друга, как это было сделано здесь во Франции. Нужно понять тот факт, что желания людей в основном совпадают, однако выражаются через разные символики и путают их».

## Сочинения
- Дюркгейм Э., Дени Э. Кто хотел войны? — Петроград: Библиотека великой войны, 1915. — 93 с.
- Дени Э. Гус и гуситские войны / Пер. с франц. А. Б. Ванькова. — М.: Клио, 2016. — 424 с. — ISBN 978-5-906518-28-6.